# گالوست پطروسیان
گالوست آرمنی پطروسیان (ارمنی: Գալուստ Արմենի Պետրոսյան؛ زادهٔ ۵ سپتامبر ۱۹۸۱ در ایروان) یک بازیکن بازنشسته فوتبال در پست مهاجم اهل ارمنستان است

## بازی باشگاهی
از باشگاه‌هایی که در آن بازی کرده‌است می‌توان به لرناین آرتساخ، باشگاه فوتبال دینامو ایروان، آرارات ایروان، پیونیک، کاوه تهران، پدیده خراسان، مس سرچشمه و اولیس اشاره کرد.

## تیم ملی
وی همچنین در تیم ملی فوتبال ارمنستان بازی کرده است. پطروسیان نخستین بازی ملی خود را در تاریخ ۱۸ فوریه ۲۰۰۴ در پافوس، یونان در مقابل مجارستان انجام داده است.

## آمارهای تیم ملی
| تیم ملی فوتبال ارمنستان | تیم ملی فوتبال ارمنستان | تیم ملی فوتبال ارمنستان |
| سال                     | حضورها                  | گل‌ها                    |
| ----------------------- | ----------------------- | ----------------------- |
| ۲۰۰۴                    | ۳                       | ۱                       |
| ۲۰۰۵                    | ۱                       | ۰                       |
| ۲۰۰۶                    | ۳                       | ۰                       |
| مجموعاً                  | ۷                       | ۱                       |